# Panamerikanische Spiele 2015/Leichtathletik – 1500 m der Männer

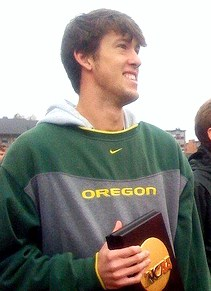
Der Sieger Andrew Wheating (2008)

Der 1500-Meter-Lauf der Männer bei den Panamerikanischen Spielen 2015 fand am 24. Juli im CIBC Pan Am und Parapan Am Athletics Stadium in Toronto statt.
15 Läufer aus elf Ländern nahmen an den Lauf teil. Die Goldmedaille gewann Andrew Wheating nach 3:41,41 min, Silber ging an Nathan Brannen mit 3:41,66 min und die Bronzemedaille gewann Charles Philibert-Thiboutot mit 3:41,79 min.

## Rekorde
| Weltrekord        | Hicham El Guerrouj | 3:26,00 min | Rom, Italien                                         | 14. Juli 1998 |
| Rekord der Spiele | Hudson de Souza    | 3:36,32 min | Panamerikanische Spiele in Rio de Janeiro, Brasilien | 25. Juli 2007 |

## Ergebnis
24. Juli 2015, 18:05 Uhr
| Platz | Athlet                      | Land               | Zeit (min) |
| ----- | --------------------------- | ------------------ | ---------- |
|       | Andrew Wheating             | Vereinigte Staaten | 3:41,41    |
|       | Nathan Brannen              | Kanada             | 3:41,66    |
|       | Charles Philibert-Thiboutot | Kanada             | 3:41,79    |
| 4     | Carlos Díaz                 | Chile              | 3:42,09    |
| 5     | José Juan Esparza           | Mexiko             | 3:42,52    |
| 6     | Federico Bruno              | Argentinien        | 3:42,88    |
| 7     | Kyle Merber                 | Vereinigte Staaten | 3:43,60    |
| 8     | Thiago André                | Brasilien          | 3:43,71    |
| 9     | Carlos dos Santos           | Brasilien          | 3:44,36    |
| 10    | Iván López                  | Chile              | 3:48,54    |
| 11    | Andy González               | Kuba               | 3:49,06    |
| 12    | Georman Rivas               | Costa Rica         | 3:51,46 PB |
| 13    | Marvin Blanco               | Venezuela          | 3:54,05    |
| 14    | Gerald Giraldo              | Kolumbien          | 3:56,13    |
| 15    | Lamont Marshall             | Bermuda            | 4:00,28    |